# بخش پیلاگاس
بخش پیلاگاس (به اسپانیایی: Departamento Pilagás) یک منطقهٔ مسکونی در آرژانتین است که در استان فورموسا واقع شده‌است.